# Arthur Creech Jones
Arthur Creech Jones (ur. 15 maja 1891, zm. 23 października 1964) – brytyjski polityk, członek Partii Pracy, minister w pierwszym rządzie Clementa Attleego.
Był synem litografa z Bristolu. Wykształcenie odebrał w Whitehall Boys' School, którą ukończył w 1905 r. Następnie pracował w kancelarii adwokackiej. Po zdaniu egzaminów do służby cywilnej rozpoczął pracę w Ministerstwie Wojny. W 1913 r. pomogał w tworzeniu Camberwell Trades and Labour Council. Później został honorowym sekretarzem regionalnej gałęzi Niezależnej Partii Pracy w Dulwich. W 1916 r. został powołany do służby wojskowej, ale odmówił powołując się na swoje przekonania (conscientious objector). Został za to skazany na karę pozbawienia wolności. W więzieniu przesiedział do kwietnia 1919 r.
Pozbawienie wolności uniemożliwiło mu dalszą pracę w służbie cywilnej. Jones rozpoczął więc pracę w Labour Research Department. Później w tym samym roku został sekretarzem National Union of Docks, Wharves, and Shipping Staffs, oraz wydawcą związkowego dziennika. W latach 1921–1928 zasiadał w radzie wykonawczej londyńskiej Partii Pracy. W 1922 r. został narodowym sekretarzem ds. administracji, kleru i nadzoru w Transport and General Workers' Union. W 1929 r. bez powodzenia kandydował w wyborach parlamentarnych w okręgu Heywood and Radcliffe. Po wyborach rezygnował ze swojego stanowiska w TGWU i został sekretarzem organizacyjnym Workers' Travel Association.
W 1935 r. został wybrany do Izby Gmin jako reprezentant okręgu Shipley. W parlamencie zajmował się sprawami kolonii, zwłaszcza tych afrykańskich. W 1940 r. został parlamentarnym prywatnym sekretarzem Ernesta Bevina, ministra pracy. Po wygranej laburzystów w wyborach 1945 r. Jones został podsekretarzem stanu w Ministerstwie Kolonii. W 1946 r. stanął na czele tego resortu. Za jego urzędowania nastąpiła likwidacja brytyjskiego mandatu w Palestynie.
Jones przegrał wybory parlamentarne w 1950 r. i utracił stanowisko ministra. Przez następne lata pracował w Fabian Colonial Bureau. W 1951 r. bez powodzenia startował w wyborach w okręgu Romford. Dopiero w 1954 r. odzyskał miejsce w parlamencie, wygrywając wybory uzupełniające w okręgu Wakefield. W parlamencie zasiadał do sierpnia 1964 r., kiedy to zrezygnował z mandatu z powodu złego stanu zdrowia. Zmarł w październiku tego roku.